# اطلاق النار في معسكر لبيرتي
في 11 مايو 2009، قُتل خمسة من أفراد الجيش الأمريكي في عيادة استشارية عسكرية في معسكر ليبرتي، العراق على يد الرقيب الأمريكي جون م. راسل. وأفاد الشهود في الأيام التي سبقت الحادث أن راسل أصبح منعزلاً وبدأت تراوده أفكار انتحارية.
وُجهت إلى راسل تهم خمس جرائم قتل وتهمة اعتداء واحدة. وقال المسؤولون إن هناك مشادة في مركز إدارة الضغط القتالي في المعسكر، وأثناء إرجاع راسل إلى وحدته في معسكر سترايكر، أخذ بندقية إم 16 غير مؤمنة من مرافقه، وعاد إلى العيادة وأطلق النار على أفراد غير مسلحين.

## الخلفية
كان الرقيب جون م. راسل (مواليد 1965) يخدم في ثالث جولة له في العراق كضابط صف في الكتيبة الهندسية 54. وأفاد زميل له أنه كان جنديًا هادئًا يواجه صعوبة مع أنظمة الكمبيوتر الجديدة وتعلم الإصلاحات. كان جيدًا جدًا مع أجهزة الراديو التقليدية، لكن افتقاره للمهارات الجديدة أثر على أدائه وعلاقاته بزملائه. ومع مرور الوقت، أصبح أكثر انعزالًا وواضح عليه الاضطراب. وقد تم تشخيصه سابقًا بالاكتئاب وعسر القراءة. وأفاد الشهود قبل أيام الحادث أنه بدأ يفكر بالانتحار.
زار راسل عيادة إدارة الضغط القتالي في معسكر ليبرتي ثلاث مرات سابقة. وفي 11 مايو 2009، ذهب للمرة الرابعة في موعد الساعة الثانية عشرة ظهرًا.

## الحادث
أفاد المسؤولون أنه أثناء موعد راسل في العيادة، حصلت مشادة حادة بينه وبين العاملين. أثناء إرجاعه إلى وحدته في معسكر سترايكر، أخذ بندقية إم 16 غير مؤمنة من مرافقه وعاد إلى العيادة. في الساعة 1:41 ظهرًا، تلقت الشرطة العسكرية في المعسكر تقريرًا بإطلاق النار. رأى الشهود راسل وهو يستخدم بندقية M16A2. قُتل خمسة من أفراد الجيش الأمريكي: المتخصص جاكوب د. بارتون، 20 عامًا؛ الرقيب كريستيان إ. بوينو-غالدوس، 25 عامًا؛ المقدم ماثيو ب. هاوسال، 54 عامًا؛ الجندي ميخائيل إ. ييتس، 19 عامًا؛ وقائد البحرية تشارلز ك. سبرينغل، 52 عامًا.

## الإجراءات القانونية
وُجهت إلى راسل تهم خمس جرائم قتل وتهمة اعتداء مشدد. في 15 مايو 2012، قررت النيابة طلب عقوبة الإعدام، متجاوزةً توصية جلسة ما قبل المحاكمة بأن مرض راسل العقلي جعل العقوبة غير مناسبة. وأعلن محامي الدفاع الرئيسي، جيمس كولب، أنه سيتبع الدفاع بعذر الجنون، معتبراً أن العلاج الذي تلقاه راسل قبل الحادث كان "سوء معاملة صحية عقلية" و"عامل سببي مهم" في المذبحة.

## روابط خارجية
- جندي أمريكي يقتل 5 من زملائه في عيادة إدارة الضغط القتالي